# Bona Sforza
Bona Sforza d'Aragona je bila druga žena poljskega kralja Sigismunda I. Starega in kot taka kraljica Poljske in velika kneginja Litve, * 2. februar 1494, Vigevano, Milanska vojvodina, † 19. november 1557, Bari, Neapeljsko kraljestvo.
Bila je tudi vojvodinja Barija in Rosana. Izhajala je iz vplivne družine Sforza, ki je Milanski kneževini vladala od leta 1447.
Bona se je kot pametna, energična in ambiciozna ženska aktivno vključila v politično in kulturno življenje Poljske in Litve. Da bi povečala državne prihodke, je izvedla različne gospodarske in kmetijske reforme, vključno z daljnosežno reformo Wallacha v Veliki kneževini Litvi, kar je sprožilo tako imenovano kurjo vojno. V zunanji politiki je bila naklonjena Osmanskemu cesarstvu in včasih nasprotovala Habsburžanom. Njeni potomci so bili upravičenci do vračila neapeljskega posojila, ki ga je dala španskemu kralju Filipu II. in ni bilo nikoli v celoti vrnjeno.

## Otroštvo
Bona je bile rojena 2. februarja 1494 v Vigevanu, Milano, kot tretji od štirih otrok  Giana Galeazza Sforza, dednega vojvode Milanske vojvodine, in Izabele Neapeljske, hčerke neapeljskega kralja Alfonza II. iz družine  Trastámara. Njen prastric  Ludovico Sforza, znan kot  "Il Moro", je uzurpiral očetov položaj in poslal Bonino družino živet v grad  Castello Visconteo v Paviji, kjer je njen oče umrl isto leto kot je bila rojena Bona. Po Paviji so se širile govorice, da ga je Ludovico zastrupil.
Bonina družina se je preselila v milanski grad Sforza, kjer je živela pod budnim Ludovicovim očesom. Ludovico se je bal, da bi se Milančani uprli in na njegovo mesto postavili Boninega priljubljenega brata Francesca. Da bi zmanjšal tveganje, je Ludovico dečka ločil od družine in njegovi materi podelil vojvodini Bari in Rossano. Načrte je prekinila italijanska vojna 1499–1504, v kateri je francoski kralj Ludvik XII. Ludovica odstavil in Francesca odpeljal v Pariz. Ker v Milanu ni ostalo nič, se je preostali del Bonine družina februarja 1500 odpravil v Neapelj. Vojna je nazadnje dosegla tudi Neapeljsko kraljestvo. Bonin prastric in neapeljski kralj Friderik I. je bil odstavljen, Bona in sorodniki pa so se začasno skrili na aragonskem gradu na Ischii.
Do aprila 1502 so pomrli vsi Bonini sorojenci. Z materjo sta se preselili v grad Normanno-Svevo v Bariju, kjer se je začelo Bonino odlično izobraževanje. Njena učitelja sta bila italijanska humanista Crisostomo Colonna in Antonio de Ferraris, ki sta jo poučevala matematiko, naravoslovje, geografijo, zgodovino, pravo, latinščino, klasično književnost, teologijo in igranje na več glasbil. 

## Predlogi za poroko
Ko je družina Sforza leta 1512 ponovno prišla na oblast v Milanski vojvodini,  je Izabela upala, da bo Bono poročila z vojvodo Maksimilijanom Sforza, s čimer bi zagotovila nadaljnjo legitimnost Maksimilijanove vladavine. Imela je tudi druge predloge. Španski kralj Ferdinand II. Aragonski je za ženina predlagal Giuliana de' Medici, brata papeža Leona X., ona sama je predlagala Ferdinandovega 10-letnega vnuka Ferdinanda Habsburškega, papež Leon X. pa je predlagal Filipa, vojvodo Nemoursa, ki bi nasledil Savojsko vojvodino, če bi njegov brat Karel III. abdiciral. Prvotni in najverjetnejši načrt za poroko z Maksimilijanom Sforzo je propadel, ko je bil po francoski zmagi v bitki pri Marignanu leta 1515 odstavljen. Papež Leon X. je namesto njega predlagal svojega nečaka Lorenza de' Medici, vojvodo Urbinskega, ker je upal, da bo Lorenza preko Boninih dednih zahtevkov namestil za milanskega vojvodo. Ker je bila francoska oblast v Milanu premočna, je načrt spodletel.
Ko je poljski kralj Sigismund I. Stari oktobra 1515 ovdovel, sveti rimski cesar Maksimilijan I., ni želel, da bi se Sigismund poročil s še kakšno habsburško nasprotnico, kot je njegova pokojna žena Barbara Zápolya. Cesar je zato hitro ukrepal in za Sigismunda izbral tri primerne neveste: svojo vnukinjo Eleanoro Avstrijsko, ovdovelo kraljico Joanno Kastiljsko in Bono Sforzo. 36-letna Joanna je bila izločena zaradi njene starosti, zato ji je Eleanorin starejši brat namesto Sigismunda I. za moža izbral portugalskega kralja Manuela I. Poljski plemiči so za neveszo predlagali Ano Radziwiłł, vdovo Konrada III. Mazovskega.
Izabela  je v Vilno poslala Boninega starega učitelja Crisostoma Colonna in diplomata Sigismunda von Herbersteina, da bi poljskega kralja prepričala, da izbere Bono. Odposlancema je to uspelo. Poročna pogodba je bila podpisana septembra 1517 na Dunaju. Bonina dota je bila zelo velika: 100.000 dukatov, osebna lastnina v  vrednosti 50.000 dukatov ter vojvodini Bari in Rossano, ki bi ju podedovala po materini smrti. V zameno je Sigismund svoji bodoči ženi podelil mesta Nowy Korczyn, Wiślica, Żarnów, Radomsko, Jedlnia, Kozienice, Chęciny in Inowrocław.
V Bari je odpotoval krakovski nadškof Jan Konarski, da bi Bono pripeljal na Poljsko. Poroka per procura  je bila 6. decembra 1517 v Neaplju. Bonina poročna obleka iz svetlo modrega beneškega satena naj bi stala kar 7.000 dukatov. Potovanje na Poljsko je trajalo več kot tri mesece. Bona in Sigismund sta se prvič srečala 15. aprila 1518 v predmestju Krakova.

## Kraljica Poljske in velika kneginja Litve
Bonin poroka in kronanje sta potekala 18. aprila 1518, praznovanje pa je trajalo še cel teden. Energična kraljica si je skoraj od začetka svojega življenja na Poljskem prizadevala pridobiti močan politični položaj in začela oblikovati krog privržencev. 23. januarja 1519 ji je papež Leon X., s katerim je bila v prijateljskih odnosih iz njenih italijanskih dni, podelil privilegij, da podeli osem beneficij v petih poljskih stolnicah: Krakov, Gniezno, Poznanj, Vroclavek in Frombork. Maja 1519 je bil privilegij razširjen na petnajst beneficij. Ta zelo pomemben privilegij ji je omogočil, da si je zagotovila podporo različnih uradnikov. Trije njeni najbolj zaupanja vredni podpornike, Piotr Kmita Sobieński, Andrzej Krzycki in Piotr Gamrat, so bili znani kot triumvirat. Odkrito se je vpletala v različne državne zadeve, kar se ni ujemalo s tradicionalnim idealom kraljeve žene. Četudi se kraljevi par ni strinjal v številnih domačih in tujih zadevah, je bil zakon skladen in uspešen.

### Notranja politika
Bona je bila prepričana, da je ena od najpomembnejših stvari, potrebnih za krepitev kraljeve oblasti, ustrezen dohodek, zato si je prizadevala zbrati čim več dinastičnega bogastva, ki bi njenemu možu omogočilo finančno neodvisnost za obrambo kraljestva pred zunanjimi grožnjami brez počasne podpore parlamenta. Kraljeva družina je pridobila številne posesti v Litvi in v letih 1536–1546 dokončno prevzela Veliko kneževino.  Pomagala je reformirati obdavčitev kmetijstva, vključno z enotnimi dajatvami za kmete, in izmeriti kmetijske površine. Ta dejanja so kralju prinašala velike dobičke.
V želji, da bi zagotovili kontinuiteto dinastije Jageloncev na poljskem prestolu, se je kraljevi par odločil, da morajo plemiči in magnati za prestolonaslednika priznati njunega edinega sina, mladoletnega Sigismunda Avgusta. Litovski plemiči so mu okoli leta  1527–1528 najprej priznali položaj kneza, potem pa je bil leta 1529 vivente rege okronan za Sigismunda II. Avgusta. Kronanje je privedlo do velikega nasprotovanja poljske gospode, zaradi česar je bil soglasno sprejet zakon, da morajo naslednje volitve novega kralja potekati po smrti prejšnjega.
Leta 1539 je Bona nejevoljno vodila sežig na grmadi 80-letne Katarzyne Weiglowe, obsojene zaradi krivoverstva. Po tem dogodku se je začelo obdobje strpnosti. Kraljičin spovednik Francesco Lismanino ji je pomagal ustanoviti Kalvinistično akademijo v Pińczówu.

### Zunanja politika
Bona je bila ključna oseba pri vzpostavljanju poljskih zavezništev, čeprav se je zaradi njega spola in italijanskegas porekla govorilo, da je razvpita zarotnica. Poleg dobrih odnosov z Vatikanom si je prizadevala ohraniti dobre odnose tudi z Osmanskim cesarstvom in imela stike s Hurrem Sultan, glavno ženo Sulejmana Veličastnega. Domneva se, da je bila Poljska ravno zaradi dobrih odnosov med kraljicama med italijanskimi vojnami rešena pred napadom osmanske vojske.
Zaskrbljen zaradi vse tesnejših vezi med Habsburžani in Rusijo je Sigismund I leta 1525 poskušal skleniti francosko-poljsko zavezništvo s francoskim kraljem Francem I., da bi se izognil morebitni vojni na dveh frontah. Pogajanja so se prekinila in zavezništvo je razpadlo, ko je cesar Karel V. v bitki pri Pavii  leta 1525 premagal francosko vojsko.
Bona je bila kjub krvnemu sorodstvu včasih huda nasprotnica Habsburžanov. Zavzemala se je za priključitev Šlezije k poljski kroni v zameno za njeni dedni vojvodini Bari in Rossano, vendar Sigismund I. te ideje ni v celoti podprl. Ker je želela zavarovati svojo najstarejšo hčerko Izabelo, je uspešno podpirala svojega zeta Ivana Zapolja kot naslednika ogrske krone proti Ferdinandu Habsburškemu, potem ko je bil Ludvik II. Ogrski leta 1526 ubit v bitki pri Mohaču.

### Pokroviteljica umetnosti
Sigismunda I. je zelo zanimala oživitev klasične antike, Bona pa je igrala ključno vlogo pri razvoju poljske renesanse. Iz svoje domovine je pripeljala priznane italijanske umetnike, arhitekte in kiparje. Njena najbolj znana umetniška prispevka sta bila sodelovanje pri širitvi palače velikih litovskih vojvod v Vilni in gradnja gradu Ujazdów, ki je vključeval velik park in menažerijo. Načrte zanj je pripravil Bartolomeo Berrecci da Pontassieve, ki je zasnoval tudi več drugih projektov na Poljskem.

## Kraljica mati
1. aprila 1548 je Sigismund I. Stari umrl. Nasledil ga je sin Sigismund II. Avgust. Mati in sin sta se pred tem sprla zaradi njegove poroke z Barbaro Radziwiłł, njegovo nekdanjo ljubico, kateri je poljsko plemstvo močno nasprotovalo, četudi je mati nazadnje sprejela sinovo odločitev. Zaradi poslabšanja odnosov s sinom in moževe smrti se je Bona s svojimi neporočenimi hčerkami umaknila v Mazovijo in ostala tam osem let, preden se je vrnila v Bari.

### Neapeljski kredit
Februarja 1556 je Bona odšla iz Poljske v svojo rodno Italijo z zakladi, ki jih je nabrala v 38 letih vladanja. Maja je prispela v Bari in prevzela materini vojvodini. Kmalu po prihodu so jo obiskali odposlanci španskega kralja Filipa II. in jo skušali prepričati, naj se odreče vojvodinama Bari in Rossano v korist habsburške Španije, kar je Bona zavrnila. 
Fernando Álvarez de Toledo, 3. vojvoda Alba, ki je bil takrat podkralj v Neaplju, se je  bal francoskega napada in je zbiral denar za vojake. Bona, ki je morda imela ambicije, da bi sama postala podkralj Neaplja, se je strinjala, da bo vojvodi Albe posodila ogromno vsoto 430.000 dukatov z 10-odstotnimi letnimi obrestmi. Posojilo je bilo zajamčeno s carinami, pobranimi v Foggii. Posojilne pogodbe so bile podpisane 23. septembra in 5. decembra 1556.
Habsburžani so bili odločeni pridobiti Bari in posojila niso nameravali vrniti. 8. novembra je Bona zbolela z bolečinami v trebuhu. Ko je 17. novembra začela izgubljati zavest, je njen zaupanja vredni dvorjan Gian Lorenzo Pappacoda pripeljal notarja Marca Vincenza de Baldisa, ki je napisal njeno oporoko. Bari, Rossano, Ostuni in Grottaglie je prepustila Filipu II., velike vsote denarja pa Pappacodovi družini. Hčerke so dobile enkratno izplačilo po 50.000 dukatov. Izjema je bila Izabela, ki je dobivala po 10.000 dukatov letno. Njen edini sin, kralj Sigismund II. Avgust, ki je bil imenovan za  glavnega upravičenca, je na koncu podedoval le denar, nakit in njeno drugo osebno premoženje. Naslednji dan se je Bona počutila bolje in je Scipiju Catapaniju narekovala novo oporoko, v kateri je Bari in drugo premoženje prepustila Sigismundu II. Avgustu.
Zgodaj zjutraj 19. novembra 1557 je Bona Sforza umrla v starosti 63 let. Na skrivnosten način so umrli tudi njen kuhar, paž, majordom in pisar. Pokopana je bila v baziliki svetega Nikolaja v Bariju v grobnici v tedanjem renesančnem slogu, ki jo je dala zgraditi njena hči Ana.

## Otroci
Bona Sforza je imela dva sinova in tri hčerke:
- Izabelo (18. januar 1519 – 15. september 1559), poročeno z ogrskim kraljem Ivanom Zapolja,
- Sigismunda II. Avgusta (1. avgust 1520 – 7. julij 1572), očetovega naslednika na poljskem in litovskem prestolu,
- Zofijo (13. julij 1522 – 28- maj 1575), poročeno s Henrikom V., vojvodom Brunswick-Lüneburga,
- Ano (18. oktober 1523 – 9. september 1596), naslednico Sigismunda II. Avgusta  na poljskem in litovskem prestolu,
- Katarino (1. november 1526 – 16. september 1583), poročeno s kraljem Ivanom III. Švedskim,
- Alberta, rojenega in umrlega 20. septemba 1527 zaradi materinega padca s konja. [6]